# Gouvernement Ishmael Kalsakau
Loughman Kilman VI
Le gouvernement Ishmael Kalsakau, au Vanuatu, est le conseil des ministres nommé par le Premier ministre Ishmael Kalsakau le 4 novembre 2022. Issu des élections législatives d'octobre, il s'agit d'un gouvernement de coalition majoritaire de huit partis.
Issu de la famille Kalsakau, Ishmael Kalsakau est le fils de George Kalsakau, premier ministre en chef du pays durant l'ère coloniale du condominium franco-britannique, de 1977 à 1978.

## Formation
Faiseur de roi à l'issue des élections législatives, l'Union des partis modérés (historiquement conservateur et francophone) d'Ishmael Kalsakau choisit de former un gouvernement avec l'opposition sortante menée par le parti Terre et Justice de Ralph Regenvanu plutôt qu'avec le Vanua'aku Pati du Premier ministre sortant Bob Loughman. Outre l'UPM et Terre et Justice, la nouvelle coalition comprend le Parti des dirigeants, le Mouvement de réunification pour le changement, le Parti national unifié, le Parti du développement national, le Parti progressiste populaire, et le Mouvement laverwo de Seoule Simeon, président du parlement sortant et de ce nouveau parlement.

## Composition

### Initiale
La composition du gouvernement nommé le 4 novembre 2022 est la suivante :
| Poste                                         | Titulaire | Titulaire            | Parti                           |
| --------------------------------------------- | --------- | -------------------- | ------------------------------- |
| Premier ministre                              |           | Ishmael Kalsakau     | UPM                             |
| Vice-Premier ministre Ministre des Terres     |           | Sato Kilman          | PPP                             |
| Ministre du Réchauffement climatique          |           | Ralph Regenvanu      | Terre et justice                |
| Ministre des Affaires étrangères              |           | Jotham Napat         | Parti des dirigeants            |
| Ministre de l'Intérieur                       |           | Christopher Emelee   | Parti du développement national |
| Ministre des Finances                         |           | John Salong          | Terre et justice                |
| Ministre de l'Éducation                       |           | Bruno Leingkone      | PNU                             |
| Ministre de la Justice                        |           | John Still Tari Qetu | PNU                             |
| Ministre de l'Agriculture                     |           | Nakou Natuman        | UPM                             |
| Ministre de la Santé                          |           | Rick Tchmako Mahe    | MRC                             |
| Ministre des Infrastructures                  |           | Marcellino Telukluk  | MRC                             |
| Ministre du Tourisme et du Commerce extérieur |           | Matai Seremaiah      | Parti des dirigeants            |
| Ministre de la Jeunesse et des Sports         |           | Tomker Netvunei      | Parti des dirigeants            |

### Changements ultérieurs
Début mai 2023, le ministre de l'Intérieur Christophe Emelee démissionne « pour des raisons personnelles », tout en demeurant membre de la majorité parlementaire. Le ministre de la Santé Rick Tchamako Mahe est alors fait ministre de l'Intérieur, et Gaetan Pikioune (député de Santo pour le Mouvement libéral) entre au Cabinet comme ministre de la Santé.
Le 26 mai 2023, Ishmael Kalsakau limoge son vice-Premier ministre et ministre des Terres Sato Kilman. Jotham Napat, le ministre des Affaires étrangères, est promu vice-Premier ministre tandis que John Timakata entre au gouvernement comme ministre des Terres,,.
Le 8 août 2023, le Premier ministre confère des ministères à des députés qui ont signé une motion de défiance à son encontre, afin d'obtenir leur soutien. Samson Samsen est nommé ministre du Commerce extérieur à la place de Matai Seremaiah, qui remplace Jotham Napat comme vice-Premier ministre et ministre des Affaires étrangères ; et Christophe Emmelee devient ministre de l'Éducation à la place de Bruno Leingkon,.
Ishmael Kalsakau limoge son vice-Premier ministre Sato Kilman en mai 2023 et promeut son ministre des Affaires étrangères Jotham Napat à ce poste.

## Suite et fin
Le 15 août 2023, l'opposition parlementaire menée par Bob Loughman, qui reproche à Ishmael Kalsakau à la fois d'avoir accru le salaire minimum et d'avoir potentiellement compromis les relations économiques du Vanuatu avec la Chine en signant un accord de coopération avec l'Australie en matière de sécurité intérieure et de défense, vote une motion de défiance à son encontre au Parlement, adoptée par vingt-six voix contre vingt-trois. Après une période d'incertitude juridique, la Cour suprême confirme le 4 septembre que vingt-six voix suffisent pour renverser le gouvernement, et le mandat d'Ishmael Kalsakau comme Premier ministre prend fin. Les députés élisent Sato Kilman, qui souhaite resserrer les relations du pays avec la Chine, à sa succession,,.